# El Cartel Records
La El Cartel Records, nota in precedenza come Los Cangris Inc. e/o El Cartel Productions, è un'etichetta discografica portoricana, fondata dall'artista musicale Daddy Yankee. Barrio Fino, album dello stesso Yankee, è noto per essere stato il primo disco prodotto da questa etichetta.

## Storia

### 1997-1999: El Cartel/Guatauba
Nel 1997, l'artista urbano Daddy Yankee decise di chiamare il suo studio di registrazione El Cartel, poiché molti colleghi del genere avrebbero registrato lì e non sapevano come chiamarlo. Un anno prima aveva firmato un'alleanza con il produttore Manolo Guatauba per la distribuzione dei suoi album. Opere come El Cartel: Los Intocables, Gritos De Guerra, Tierra de nadie, ecc. Sono riusciti a posizionare questi 2 imprenditori del movimento. Nel 1997, il fondatore di Reggaeton DJ Playero ha stretto un'alleanza con Stan, un produttore underground statunitense molto influente nel mondo del Rap, per produrre un album Rap & Reggae con artisti di entrambi i campi musicali, riuscendo a unire grandi esponenti del Rap come Busta Rhymes, Fat Joe, Big Punisher e Nas, quest'ultimo aveva ascoltato la musica di Daddy Yankee e chiese personalmente di registrare con lui Presto sarebbe uscita la grande canzone rap intitolata The Prophecy.

### 2000-2001: El Cartel Produccions
Nel 2000 Daddy Yankee voleva iniziare qualcosa di più formale, pubblicare album e ingaggiare nuovi talenti, così creò la sua prima etichetta discografica El Cartel Produccions, che iniziò come filiale della Pina Records. A questo punto comincerebbe a trasformarsi in qualcosa di più commerciale e molto più sessuale. Il primo album di Nicky Jam come artista formato viene pubblicato sotto questa etichetta.

### 2002-2003: El Cangri Music Inc.
Nel 2002, dopo il grande successo derivante dall'unione tra Daddy Yankee e il suo migliore amico Nicky Jam, lanciarono il nuovo volto del cartello: Los Cangris Music Inc. e pubblicarono diversi album come El Cangri.com, Salón De La Fama & Los Homerun-Es. Dopo alcuni problemi di dipendenza e disordine da parte di Nicky Jam, Daddy Yankee decide di porre fine all'associazione. Questo li porterebbe a prendere le distanze e a fare la guerra liricamente.

### 2004-presente: El Cartel Records
Nel 2004 Daddy Yankee ha debuttato con la sua nuova compagnia con il suo album Barrio fino, e ha iniziato con il piede giusto, poiché sarebbe diventato l'album più venduto dell'anno in tutto il mondo.
La sua canzone Gasolina fu il successo che avrebbe regnato e avrebbe posizionato l'azienda ai vertici della musica, raggiungendo persino il Giappone. Alla fine del 2005 El Cartel Records si unisce a G-Unit Records, Star Trak Entertainment e Roc-A-Fella Records per riunire Lloyd Banks, Young Buck, Pharrell, Snoop Dogg, 50 Cent e N.O.R.E. Tutti questi sono riusciti ad ottenere successi clamorosi, grazie ai quali è stato possibile entrare pienamente nel mercato Americano. Nel 2007 Daddy Yankee pubblicò l'album El cartel: The Big Boss, che divenne la seconda alleanza di Daddy Yankee con la musica degli Stati Uniti, in questo album collabora con The Black Eyed Peas, Akon e Nicole Scherzinger prodotto da produttori di tutto il mondo. Nello stesso anno, il suo artista Miguelito diventerà l'artista più giovane a vincere un Grammy Award. Nel 2008 è uscito il film Talento de barrio, che in America Latina sarebbe diventato un successo al botteghino nonostante non disponesse di un budget molto elevato. Nello stesso anno, Daddy Yankee deciderà di ingaggiare due produttori totalmente sconosciuti: Musicologist e Menes.

## Roster

### Artisti
- Daddy Yankee
- Gerry Capó (noto in precedenza come Lionize degli Erre XI)
- Gotay "El Autentico"
- Carnal

### Ex Artisti
- Nicky Jam
- Tommy Viera
- Falo
- Gold2
- Findy
- Tempo
- Miguelito

### Produttori
- Menes
- Eli "El Musicólogo"
- Benni Benni

### Ex Produttori
- Monserrate & DJ Urba

## Album

### Album Studio
Daddy Yankee
- 2004: Barrio fino
- 2005: Barrio fino en directo
- 2007: El cartel: The Big Boss

Miguelito
- 2006: Más grande que tú
- 2008: El heredero

Tempo
- Free Tempo (2009)

### Altri album
Daddy Yankee
- 2008: Talento de barrio (Album promozionale per il film Talento de barrio.)